# 7. Armee (Wehrmacht)

Das Truppenverbandsabzeichen der 7. Armee von 1944.

Die 7. Armee / Armeeoberkommando 7 (AOK 7) war ein Kommandobehörde des Heeres der Wehrmacht während des Zweiten Weltkrieges. Sie war Oberkommando jeweils wechselnder Armeekorps sowie zahlreicher Spezialtruppen.

## Vorgeschichte
Sie wurde am 25. August 1939 im Wehrkreis V (Stuttgart), mit General der Artillerie Friedrich Dollmann als Kommandeur aufgestellt. Bei Kriegsausbruch sicherte die Armee die deutsche Westgrenze am Oberrhein und stellte die Besatzung des Westwalls. Zu Beginn des Westfeldzuges von 1940 war die 7. Armee als Teil der Heeresgruppe C General Wilhelm Ritter von Leeb unterstellt. Am 14. Juni 1940, mehr als einen Monat nach dem Start der Offensive, griff die Heeresgruppe C die Maginot-Linie frontal an. (Zu diesem Zeitpunkt war die Linie bereits durch schnelle Verbände der 4. Armee (XXXXI. AK (mot.)) von ihren rückwärtigen Verbindungen abgeschnitten worden). Die Spitzen der 7. Armee erreichten bei Alt-Breisach das Ostufer des Rheines und die Bunker von Colmar. Zusammen mit dem XXXXI. Armeekorps verfolgte die Heeresgruppe C die französische 2e Groupe d’armées mit rund 400.000 Mann und kesselte sie in Lothringen ein. Bis zum Abschluss des deutsch-französischen Waffenstillstandes am 22. Juni 1940 besetzte die 7. Armee Ostfrankreich.
Anschließend wurde sie für Sicherungsaufgaben an der Atlantikküste in Südwestfrankreich stationiert.
Am 11. November 1942 nahm sie am Unternehmen Anton (Besetzung von Vichy-Frankreich) teil.
1944 stand sie als Teil der Heeresgruppe B (Rommel) im Raum Bretagne – Normandie am Kanal.

## D-Day
Armeegliederung (6. Juni 1944)
- LXXXIV. Armeekorps, General der Artillerie Erich Marcks mit 716., 352., 91., und 709. Infanterie-Division
- LXXIV. Armeekorps, General der Infanterie Erich Straube mit 77., 243., und 319. Infanterie-Division
- XXV. Armeekorps, General der Artillerie Wilhelm Fahrmbacher mit 343.,  353., 266. und 275. Infanterie-Division
- II. Fallschirm-Korps, General der Flieger Alfred Schlemm mit 2., 3. und 5. Fallschirmjäger-Division

Als am 6. Juni 1944 die alliierten Landungen in der Normandie begannen, war der deutsche OB West (Rundstedt) zwar davon überzeugt, dass es sich um die Eröffnung der Invasion handle, es blieb aber unklar, ob dies schon der Hauptangriff war. So wurden allein Teilkräfte der 7. Armee in den Angriffsraum im Département Calvados verschoben. Das OKW befahl zudem die Freigabe der Panzergruppe West, deren Aufmarsch aber im Schutt der zertrümmerten Ortschaften stecken blieb. Die 15. Armee am Pas de Calais musste indessen den V-Waffen-Einsatz sichern und gegen eine eventuelle weitere Invasion bereitstehen. So ertrug bei Beginn der Invasion nur das LXXXIV. Armeekorps der 7. Armee die Hauptlast der alliierten Angriffe aus den Brückenköpfen zwischen Caen und Saint-Lô. Hitler verweigerte in einer Unterredung vom 17. Juni das gemeinsame Ersuchen von Rundstedt und Rommel, die V-Waffen gegen die Landeplätze zu richten: er wollte stattdessen das Nervenzentrum des Gegners, London, treffen. Am nächsten Tag schnitt die 1. US-Armee unter Bradley Cherbourg mit den Resten von drei bis vier deutschen Divisionen von der Außenwelt ab. Seit Beginn der Schlacht in der Normandie hatte die 7. Armee 97.000 Mann verloren, darunter fünf Generale. Am 28. Juni starb ihr Oberbefehlshaber Friedrich Dollmann an einem Herzinfarkt.

### Abwehrkämpfe in der Normandie
Am 29. Juni 1944 wurde SS-Oberst-Gruppenführer Paul Hausser neuer Oberbefehlshaber der 7. Armee. Im Wehrmachtführungsstab hatte Alfred Jodl frühzeitig erkannt, dass keine zweite Invasion über den Kanal kommen würde. Er konnte sich jedoch mit seiner Ansicht bei Hitler und Keitel nicht durchsetzen: die 15. Armee blieb weiter untätig, während die 7. Armee unterstützt von der 5. Panzerarmee allein an der Invasionsfront stand. Ende Juli 1944 waren Meinungsverschiedenheiten der Alliierten über das weitere Vorgehen noch nicht ausdiskutiert, als Dwight D. Eisenhower sich die Genehmigung für seine Pläne holte: Am 25. Juli 1944 vernichtete ein schwerer Luftangriff (ein auf ein eng begrenztes Gebiet beschränktes Flächenbombardement) den bereits geschwächten linken Flügel der deutschen Front und erlaubte den Vorstoß nach Süden. Am 30. Juli fiel Avranches. Nach einer anschließenden Umgruppierung der alliierten Streitkräfte griff Pattons 3. US-Armee durch die entstandene Lücke in der Front weiter an (Operation Cobra). Die Amerikaner überrannten die Bretagne und stieß in einem weiten Bogen gegen die Loire vor, während die Infanterie auf Le Mans vorging. Zeitgleich griffen die 1. US-, die britische 2. Armee und die kanadische 1. Armee in südlicher Richtung an und zwang die deutschen Verbände zum Rückzug. Die britische 2. Armee durchstieß bei der Operation Tractable das deutsche Stellungssystem; der Zusammenhang der deutschen Truppen konnte nicht wiederhergestellt werden. Dennoch befahl Hitler der 5. Panzerarmee, am 6. August durch den gefährdeten Abschnitt gegen Avranches vorzustoßen und die Amerikaner von ihrem Nachschub abzuschneiden (Unternehmen Lüttich). Sie wurde gemeinsam mit der zurückgehenden 7. Armee in dem entstehenden Kessel von Falaise eingeklemmt. Unter Zurücklassen des größten Teils des schweren Materials gelang den sich in Auflösung begriffenen deutschen Verbänden der Rückzug über die Dives nach Osten. Es gelang jedoch nur Resten von 16 Divisionen, sich der 15. Armee anzuschließen. Als am 20. August der Kessel geschlossen wurde, gingen 45.000 deutsche Soldaten in Gefangenschaft, 10.000 waren gefallen.

## Rückzug und Ardennenoffensive
Die Bildung einer Abwehrfront an der Seine war nicht mehr möglich, da auch die 15. Armee bereits den linken Flügel verloren hatte. Zudem hätten die Alliierten sie nach der Landung an der Côte d’Azur (Operation Anvil) im Osten umgehen können. Die Reste der 7. Armee unter ihrem neuen Kommandeur General Heinrich Eberbach zogen sich daher gemeinsam mit der 15. Armee unter ständigen Kämpfen auf die Reichsgrenze zurück. Rommels Nachfolger als Befehlshaber der Heeresgruppe B, Generalfeldmarschall Günther von Kluge, wurde am 17. August von Walter Model abgelöst und vergiftete sich am nächsten Tag mit Zyankali. Während der Operation Market Garden verteidigte die 7. Armee die Reichsgrenze nördlich der Mosel. Bei diesem Unternehmen verloren die Alliierten 13.266 Mann, in der Schlacht an der Scheldemündung 27.633 Mann.
Dann stabilisierte sich die deutsche Front wieder; ein strenger Winter 1944/45 mit wenigen klaren Tagen (an denen die Westalliierten ihre Luftüberlegenheit nutzen konnten) begünstigte die Verteidiger (siehe auch: Deutsche Westfront 1944/1945).
Die deutsche Führung arbeitete im Angesicht der Niederlage auf Zeit, da sie ein Auseinanderfallen der gegnerischen Kriegskoalition erhoffte. Der Start der Ardennenoffensive sollte vor allem Zeitgewinn bringen und der Wehrmacht wieder die Initiative geben. Voraussetzung war schlechtes Wetter, das die feindliche Luftwaffe behinderte. Die Vorbereitungen dauerten infolge der Nachschubschwierigkeiten bis Dezember 1944. Am 16. Dezember trat die Wehrmacht zum Angriff an und konnte zunächst beachtliche Erfolge erzielen. Die 7. Armee unter Erich Brandenberger stieß südlich von Bastogne nach Martelange vor. Sie unterstützte dabei die 5. Panzerarmee, deren Vormarsch am 21. Dezember ohne Treibstoff bei Celles zum Erliegen kam. Von Süden stieß die 3. US-Armee unter General Patton dann jedoch in die Flanke der 7. Armee. Sie erlitt schwere Verluste, konnte sich aber wieder auf die Reichsgrenze zurückziehen. Der deutsche Angriff war damit gescheitert: die deutschen Verluste betrugen unersetzliche 90.000 Mann, der wiederaufgefrischte Stamm der Panzerwaffe war geopfert, 60 % des Führungspersonals der Jagdwaffe gefallen und wichtige Munitions- und Treibstoffreserven verbraucht.

## Endkampf im Reich
Während die 21st Army Group (Montgomery) auf den Rhein bei Düsseldorf und Emmerich vorging, trieb die 12th Army Group (Bradley) einen Keil bis Köln vor. Gleichzeitig stieß die 3. US-Armee nach heftigen Kämpfen mit der 7. Armee im Raum Trier gegen Koblenz vor, bevor sie in Verfolgung der 7. Armee nach Mainz und Mannheim umschwenkte. Die Heeresgruppen H (Blaskowitz) und G (Hausser) konnten kaum den Zusammenhalt mit der Heeresgruppe B (Model) halten. Die Ludendorff-Brücke fiel am 7. März unzerstört in die Hände der Alliierten („Wunder von Remagen“). Am nächsten Tag fiel Bonn; Model musste Köln aufgeben, das er eigentlich verteidigen wollte. Neben dem Brückenkopf von Remagen besaßen die Alliierten einen zweiten bei Oppenheim, den Teile von Pattons 3. US Army am 23. März eroberten (Rheinüberquerung bei Nierstein 1945): die Ausgangsstellungen für den Angriff auf das Ruhrgebiet.
Am 13. März 1945 überschritten die alliierten Truppen beiderseits Wesels den Strom und vollendeten am 25. März die Umfassung des Ruhrgebietes. Während die anderen Teile der Heeresgruppe B im Ruhrkessel eingeschlossen wurden, entwich die 7. Armee vor der 3. US-Armee nach Osten. Bis Kriegsende führte sie mit dieser ständige Rückzugsgefechte zunächst zwischen Main und Lahn. Dabei kam es zur verlustreichen Schlacht um Aschaffenburg. Es folgten Gefechte im Raum Spessart – Fulda – Gotha, im Thüringer Wald bis in den Raum Leipzig – Hof. Nach der bedingungslosen Kapitulation der deutschen Wehrmacht gingen die Reste der 7. Armee im Bayerischen Wald und in Böhmen in amerikanische Kriegsgefangenschaft.

## Oberbefehlshaber
- Generaloberst Friedrich Dollmann: 25. August 1939 bis 28. Juni 1944
- SS-Oberst-Gruppenführer Paul Hausser: 29. Juni bis 20. August 1944
- General der Panzertruppe Heinrich Eberbach: 21. August bis 31. August 1944
- General der Panzertruppe Erich Brandenberger: 3. September 1944 bis 21. Februar 1945
- General der Infanterie Hans-Gustav Felber: 22. Februar bis 25. März 1945
- General der Infanterie Hans von Obstfelder: 26. März bis 4. Mai 1945

## Verweise